# Otto Marquard
Otto Marquard (* 28. Juli 1881 in Konstanz; † 30. Mai 1969 auf der Insel Reichenau) war ein süddeutscher Maler, der den Großteil seines Lebens am Bodensee lebte und arbeitete. Er malte vor allem Landschaften, Stillleben und Porträts und galt als „Heimatkünstler“. Marquard war Pazifist und verbrachte den Ersten Weltkrieges in der Schweiz. Während des Zweiten Weltkriegs soll er Kriegsflüchtlingen über den Bodensee in die Schweiz geholfen haben, was ihm eine mehrmonatige Inhaftierung einbrachte. Auch nach den Kriegen setzte er sich weiterhin für Frieden ein.

## Leben

### Familie, Kindheit und Jugend
Otto Marquard wurde als erster Sohn von Berta Marquard, geb. Billig, einer Schweizerin aus Zihlschlacht und dem deutschen Schneider Johann Marquard aus Stetten am kalten Markt geboren. Sein Vater interessierte sich für Politik und war Sozialdemokrat, weswegen Otto Marquard schon früh politisch geprägt wurde. Durch seine Schweizer Mutter und seinen deutschen Vater hatte Marquard starke Verbindungen zu beiden Ländern, die er als sein „Mutterland“ und „Vaterland“ bezeichnete. Er wurde römisch-katholisch getauft; sein Glaube wuchs mit den Jahren, aber sein Verständnis vom Christentum ähnelte eher dem Luthers, denn die Kirche und ihre Hierarchien lehnte er ab.
Schon während seiner Schulzeit, die er durchweg mit guten Noten absolvierte, zeigte er künstlerisches Interesse und Talent. Nach dem frühen Tod seines Vaters 1893 und dem seiner Mutter 1901 musste Marquard die Verantwortung für seine zwei jüngeren Brüder übernehmen. Dadurch wurde seine künstlerische Entwicklung zunächst zurückgestellt.

### Lehre und Reisen
1896 begann Marquard eine vierjährige Lehre als Dekorationsmaler beim Malermeister Hermann Apel in der Hüetlinstraße in Konstanz. 1903 wurde er, nach Empfehlungsschreiben unter anderem von Heinrich Schmidt-Pecht, an der Akademie der Bildenden Künste in Karlsruhe aufgenommen. Dort wurde er letzter Meisterschüler des Malers Hans Thoma. Dieser erkannte Marquards Talent und förderte ihn mit herausragenden Zeugnissen und Stipendien.
1909 unternahm Marquard Reisen nach Paris und Italien, ermöglicht durch Stipendien. Mit seinem Malerfreund Adolf Martin bereiste er Mailand, Pisa, Florenz, Rom und Korsika.

### Zeit in Gottlieben
1911 zog Marquard nach Gottlieben, im Schweizer Kanton Thurgau. Dort führte er ein Atelier im Gasthof „Rheineck“, der zuvor von Robert Weise betrieben worden war. Er eröffnete eine Mal- und Zeichenschule und blieb in Kontakt zur Konstanzer Kulturszene. Um 1912 heiratete er Clara Hummel. Am 20. April 1914 kam der gemeinsame Sohn Hans auf die Welt, der später selbst Maler wurde, bevor er im Ersten Weltkrieg einberufen wurde und 1944 nicht aus Russland zurückkehrte.
In Gottlieben war Marquard Teil eines Künstler- und Schriftstellerkreises, zu dem u. a. die Dichter Emanuel von Bodman und Ludwig Finckh sowie der Maler Karl Einhart gehörten. Auf der Tagung „Künstler und Kunstfreunde in den Ländern am Rhein“ lernte er den Schriftsteller Hermann Hesse kennen. 1913 illustrierte er erstmals ein Buch des Thurgauer Dichters Alfred Huggenberger.

### Erster Weltkrieg
Als selbst erklärter Pazifist lehnte Marquard den Kriegsdienst ab und blieb während des Ersten Weltkrieges in der Schweiz. Er litt unter den Kriegsberichten seines Bruders aus dem Schützengraben, der dort fiel. Trotz eines Lungenleidens wurde Marquard vermutlich mehrfach einberufen. 1916 wurde er nach eigener Aussage wegen Krankheit aus dem Militärdienst entlassen.
Marquard war überzeugt davon, dass Antimilitaristen und Pazifisten die wahren Christen seien, weshalb er die Kirche kritisierte. Er beschrieb sich selbst zudem als „Friedensmaler“. Ein kleiner Hoffnungsschimmer in den Kriegsjahren waren einige Ausstellungen. So zum Beispiel 1916 im Kunstverein in Hamburg die Ausstellung „Herbst im Donautal“.

### Rückkehr nach Deutschland
Die Währungsverhältnisse zum Kriegsende zwangen Marquard, wie viele andere nach Deutschland zurückzukehren. 1920 zog er auf die Insel Reichenau in ein Bauernhaus, das er „Rosendorn“ nannte. Insbesondere in den Sommermonaten kamen viele Münchener und Schweizer Künstler im Zuge der Bewegung „Zurück zur Natur“ an den Bodensee; so z. B. Peter Halm oder Carl Theodor Meyer-Basel. Viele trafen sich in Mittelzell in der Künstlerkneipe „Bären“, wo auch Marquard einige Bekanntschaften machte.
Aufgrund fehlender Aufträge und Verkaufsmöglichkeiten lebte die Familie Marquard in Armut, weshalb sie das Haus auf der Reichenau verkaufte. Durch den Verkauf konnte sie ein kleines Haus in Allensbach bauen lassen, mit Atelier und privatem Zugang zum Bodensee. Es wurde 1926 fertiggestellt. Sie eröffneten in diesem eine vegetarische Pension und schliefen selbst in den Speicherräumen auf Stroh, um die Räume vermieten zu können. Marquard gab Malunterricht und beteiligte sich an den Gemeinschaftsausstellungen im Kunstverein Konstanz.
Um 1929 verschlechterte sich die familiäre Situation, als Clara Marquard erkrankte und nach einem Suizidversuch zum Pflegefall wurde. Das Ehepaar ließ sich scheiden und Clara Marquard kehrte nach Gottlieben zu ihrer Familie zurück. Ihr Sohn Hans blieb bei seinem Vater in Allensbach. Im Mai 1935 heiratete Marquard Elisabeth Himmler (1910–1984), auch Liesel genannt, die zuvor seine Haushaltshilfe gewesen war. Sie bekamen zwei Kinder, die sie im Bezug zum Frieden, Wilfried („ich will Frieden“) (* 1937), und angelehnt an Christus, Christa (* 1941), nannten.

### NS-Zeit und Gefangenschaft
1925 verhängte die Reichskammer der bildenden Künste ein Berufsverbot gegen Marquard. Dieses wurde vermutlich aufgrund seiner politischen Ansichten und nicht wegen seiner Kunst ausgesprochen. Trotz fehlender Aufnahme in die Reichskammer und des daraus resultierenden Berufsverbots malte er weiter, obwohl er ständig überwacht wurde.
Er blieb mit seiner Familie in Deutschland, lagerte allerdings sein Geld in der Schweiz, um den Krieg nicht finanziell zu unterstützen. Nach 1945 verbreiteten sich Geschichten über sein persönliches Engagement gegen das NS-Regime. Er soll Hunderte von Flüchtlingen, unter ihnen Juden, Kommunisten, Sozialisten, Pazifisten und andere Verfolgte mit dem Ruderboot in die Schweiz gebracht haben. Bekannt ist, dass 1933 die regimekritische Süddeutsche Arbeiterzeitung seines kommunistischen Freundes Willi Bohn heimlich an Marquards Landesteg angeliefert und von dort aus verteilt wurde. Willi Bohn berichtet in seinem Erinnerungsbuch von 1970 über die „Transportkolonne Otto“, die unter dem Geheimwort „Kakao“ Flüchtlinge über den See gebracht haben soll. Von diesen Aktionen berichtete Marquard selbst als Zeitzeuge in seiner Schrift von 1949 Mahnruf von Omar. Auf diese Schrift beruhen sich viele weiteren Berichte. Es gibt wenig konkrete Aufzeichnungen über die geretteten Personen, vielleicht aus Geheimhaltungsgründen. Er soll u. a. einen italienischen Maler, bekannt unter dem Pseudonym „Quelkind“ gerettet haben. Zudem Persönlichkeiten wie Kuno Fiedler Pastore, einen religiösen Sozialisten namens Hans Lehnert, den Schriftsteller Gregor Gog sowie den Stuttgarter Sozialist Fritz Lamm, der Marquard an dessen 70. Geburtstag öffentlich dankte.
1937 wurde die Gestapo auf ihn aufmerksam und er wurde nach einem Aufenthalt in der Schweiz am Konstanzer Bahnhof in Empfang genommen und nach Hause eskortiert. Sein Haus wurde durchsucht, einige Bücher wurden beschlagnahmt, aber es wurde nichts Belastendes gefunden.
Am 30. Juli 1938 wurde Marquard anlässlich der Rettung Hans Lehnerts festgenommen und „wegen dringenden Verdachts auf Vorbereitung zum Hochverrat“ ins Konstanzer Landesgefängnis gebracht. Dort wurde er verhört, danach ging es nach München, wo er ca. einen Monat in Einzelhaft der dortigen Stapoleitstelle Wittelsbacher Palais verbrachte. Später wurde er ins Gerichtsgefängnis München-Stadelheim überstellt. Dort verbrachte er zwei Monate in Haft, bis er zurück in das Wittelsbacher Palais gebracht wurde. Im Oktober 1938 wurde das Verfahren gegen ihn eingestellt und er wurde kurz vor Weihnachten entlassen.
Über die Ungewissheit während seines Gefangenenaufenthaltes schrieb er das Gedicht Geber in der Zelle im Gefängnis Stadelheim. In Wittelsbach erhielt er die Erlaubnis zu malen und malte im Tausch gegen Essen Porträts von Insassen und Wärtern.

### Nachkriegszeit bis Tod
Auch nach dem Zweiten Weltkrieg war Marquard weiterhin als „Friedensmaler“ tätig. Er engagierte sich in der Friedensbewegung gegen die Rehabilitierung ehemaliger NS-Funktionäre in der Adenauer-Ära. Zudem war er Teil der Naturfreunde, in der Vereinigung der Verfolgten des Naziregimes und 1945 wurde sein „Seecafe“ zum Treffpunkt des Demokratischen Kulturbundes Deutschlands. Seine neue Herangehensweise war Provokation. So zeigte er Franzosen Häuser der größten Nazis, plädierte für freien Sex und befestigte ein Plakat am Altar der katholischen Kirche, auf dem er sie für ihr Versagen im „Dritten Reich“ anklagte. 1962 schickte er eine Karte an den Papst Johannes XXIII, auf der Jesus mit Dornenkranz abgebildet ist, mit dem Text: „Warum habt ihr nicht meine Lehre befolgt?“ „Die Kirche hat versagt“ „30 Millionen Leichen!“. Sein Friedensengagement blieb unvermindert im Zuge des Kalten Krieges, der Wiederbewaffnung und des atomaren Wettrüstens. Er wendete sich mit seinen Friedensbotschaften an die mächtigsten Personen der Welt. So finden sich in seinen Notizkalendern Abschriften von Kartenbotschaften an Präsident Lyndon B. Johnson, Nikita Chruschtschow und die Päpste. Er lud den Ministerpräsidenten Ben Gurion zu sich ein und bot an, diesen zu porträtieren.
Als Künstler nach dem Krieg hatte er mit finanziellen Problemen zu kämpfen. So ließ er im Oktober 1949 das Kreisfahrtsamt wissen, dass er seit einem Jahr kein Bild mehr verkauft habe und 1945 bis 1948 praktisch ohne Einkommen war. Nach der Währungsreform verbesserte sich seine Situation. Mangelnde Anerkennung, die er für seine Kunst erhielt kompensierte er durch seine Selbstdarstellung als Nachfolge seiner Idole Christus, Jan Hus oder Gandhi.
Mit Mitte 70 kam er wieder vermehrt zum Malen und erweiterte sein Café. Er beteiligte sich an den jährlichen „Allensbacher Kunstausstellungen“, blieb aber auf Distanz mit seinen Kollegen. Am 30. Mai 1969 starb Otto Marquard im Alter von 87 Jahren auf der Reichenau. Seine Frau überlebte ihn um 15 Jahre und führte die Pension weiter.

## Werk
Marquard schuf vor allem Landschaftsbilder, Stillleben sowie Porträts. Bei der Landschaft orientierte er sich an der ihn umgebenden. Er malte immer wieder den Bodensee oder die Insel Reichenau.
Ein Beispiel der „Friedenskunst“ war seine Wanddarstellung in der Hegner Dorfkapelle. Das Altarbild Ächtung des Kriegs von 1946 zeigte eine rauchende Trümmerlandschaft mit zwei Soldaten, einem deutschen und einem französischen, die ihre Gewehre zerbrechen. Auf dem Fries befand sich die Inschrift „Friede sei mit Euch, Du sollst nicht töten“. Die Darstellung ist heute nicht mehr zu sehen.
Ab den 1930er Jahren entstanden zahlreiche Porträtzeichnungen und Gemälde von Bauersfrauen, Nachbarn, Freunden, Gästen sowie etlichen Vertretern der Reformbewegung. Diese waren zumeist schlicht in Dreiviertelprofil gemalt und sollten die Persönlichkeiten widerspiegeln. Oft waren die gemalten Personen Seinesgleichen, Leute die ihn umgaben, widersprüchliche Menschen, Träumer, aber auch teilweise Gewalttäter. Neben Porträts entstanden auch verschiedene Selbstbildnisse. Während seiner Gefangenschaft entstanden viele Scherenschnitte von Kameraden und Offizieren u. a. von Major Hofer von Lobenstein.
Marquard arbeitete in naturalistischer Manier. Im Vordergrund stand die Erscheinung des jeweiligen Sujets. Er zeigte die Natur in verschiedenen Jahreszeiten ohne romantisierende, impressionistische Atmosphäre oder Stimmung. Gelegentlich legte er besonderen Wert auf die Oberflächenbeschaffenheit durch dünnen Farbauftrag und Glanzlichter. Einzig einige Blumenstillleben in Öl zeigen einen eigenwilligen Duktus und pulsierende Farbigkeit, im Gegensatz zu den gleichmäßig gearbeiteten Porträts und Landschaften. Sein großes Vorbild war sein Lehrer Hans Thoma. Er orientierte sich an dessen Worten „Kunst kommt von Können und nicht von Wollen“. Wo Thoma den Schwarzwald malte, war es bei Marquard der Bodensee.
Was die Kunstströmungen der Zeit anging, hatte Marquard eher eine konservative Grundeinstellung und suchte schon in Karlsruhe keinen Anschluss an die moderne Kunstentwicklung. Er führte zwar ein antibürgerliches Leben, aber als Maler war er verbunden mit dem traditionellen malerisch-realistischen Stil des 19. Jahrhunderts. Seiner Malerei wurde nach 1945 kaum noch Verständnis entgegengebracht, doch er wehrte sich weiterhin gegen die Modernisten u. a. in seinem Aufruf „An die Bluff- und Sensationsmaler“. Marquard war z. B. 1914 mit 12 Federzeichnungen in der ersten Ausgabe des Bodenseebuches vertreten, einer Jahresschrift, die Künstlern und Schriftstellern die Möglichkeit bot, sich darzustellen.
Er verfasste zudem einige Schriften. Nach eigenen Angaben führte er fast 50 Jahre lang Tagebuch, das ihm die Gestapo bei der Verhaftung wegnahm. 1945 wurde seine kleinformatige Autobiographie Mahnruf von Omar. Den Märtyrern für deutsche Freiheit gewidmet (Omar ist ein Akronym für Otto Marquard) gedruckt. Diese enthält im ersten Teil Marquards Lebensgeschichte und im zweiten Teil Zitate, Gedanken, Ansprachen und Leserbriefe zu den Themen Politik, Pazifismus, Hans Thoma, Kunst, Sexualität, und so weiter. 1947 erscheint ein achtseitiges Faltblatt mit dem Titel Weltfieber, welches die Erlebnisse eines deutschen Künstlers im „Ewigen Reich“ beschreibt.

## Rezeption
Heute gilt Otto Marquard als lokale Identifikationsfigur des Widerstandes gegen das NS-Regime in Allensbach. Aufgrund der fehlenden historischen Belege ist man sich bis heute uneins über den Wahrheitsgehalt seiner Rettungsgeschichten.

## Ausstellungen (Auswahl)
- 1916: „Herbst im Donautal“, Kunstverein Hamburg
- 1946: Zum Anlass seines 65.-jährigen Geburtstages eine Ausstellung seiner Zeichnungen und Gemälde, Konstanz
- 1987: „Otto-Marquard – Friedensmaler“, Galerie Bodenseekreis im Eingangsbereich des Landratsamtes Friedrichshafen
- 1987: „Fünf Stille im Lande“, Wanderausstellung, Stuttgarter Staatsgalerie in der Rathaus-Galerie Ailingen
- 1994: „Heinrich Lotter – Otto Marquard“, Höri-Museum Gaienhofen, Eröffnung am 17. Juni.

## Bilder (Auswahl)
- Altes Fachwerkhaus in Allensbach. Öl auf Leinwand, 40 × 60 cm, Städtische Wessenberg-Galerie Konstanz
- Bildnis der Rosa Roth. 1906, signiert, schwarze und weiße Kreiden, 68 × 56 cm, Rosgartenmuseum Konstanz
- Der Untersee. o. J., Öl auf Hartfaserplatte, 56 × 64 cm, Städtische Wessenberg-Galerie Konstanz
- Kinderporträt. 1. Hälfte des 20. Jhd., Öl auf Leinwand, 64,5 × 51,7 × 2,5 cm, Rosgartenmuseum Konstanz
- o.T. (Frieden). 1950, Öl auf Leinwand, signiert, 70 × 51 cm, Städtische Wessenberg-Galerie Konstanz